# Gale Gordon
Gale Gordon (ur. 20 lutego 1906, zm. 30 czerwca 1995) – amerykański aktor filmowy i telewizyjny.

## Filmografia
seriale
- 1948: Studio One jako R.J. Fuller
- 1954: Climax! jako Dr. Raymond Forrest
- 1959: Dennis the Menace jako John Wilson
- 1967: The Danny Thomas Hour jako Baxter
- 1986: Life with Lucy jako Curtis McGibbon

film
- 1933: Elmer, the Great jako Spiker radiowy
- 1953: Francis Covers the Big Town jako Dist. Atty. Evans
- 1960: Visit to a Small Planet jako Bob Mayberry
- 1965: Sergeant Dead Head jako Kapitan Weiskopf
- 1989: Na przedmieściach jako Walter Seznick

## Nagrody i nominacje
Został czterokrotnie nominowany do nagrody Emmy, a także posiada swoją gwiazdę na Hollywoodzkiej Alei Gwiazd.